# Anacamptis alata
Anacamptis alata är en orkidéart som först beskrevs av Fleury, och fick sitt nu gällande namn av H.Kretzschmar, Eccarius och Helga Dietrich. Anacamptis alata ingår i släktet salepsrötter, och familjen orkidéer. Inga underarter finns listade i Catalogue of Life.